# ان‌جی‌سی ۴۷۰
ان‌جی‌سی ۴۷۰ (انگلیسی: NGC 470) یک کهکشان مارپیچی در صورت فلکی ماهی است. این کهکشان در فاصله تقریبی ۹۱ میلیون سال نوری از زمین قرار گرفته است و توسط ویلیام هرشل در سال ۱۷۸۴ کشف شد.